# Kouloub Fi Siraa
 (janvier 2018).
Si vous disposez d'ouvrages ou d'articles de référence ou si vous connaissez des sites web de qualité traitant du thème abordé ici, merci de compléter l'article en donnant les références utiles à sa vérifiabilité et en les liant à la section « Notes et références ».
Kouloub Fi Siraa (en arabe : قلوب في صراع), ou Cœur en conflit est une série télévisée algérienne diffusée en simultané du 30 septembre 2008 au 2 février 2009 sur la chaîne de télévision Télévision Algérienne et sur Canal Algérie et A3 pour les rediffusions.

## Synopsis
La série raconte l'histoire d'un homme d'affaires prospère et sincère, Youssef, qui se caractérise par le bon personnage moral et généreux dans ses affaires commercial. Il se sépare de sa femme, parce qu'elle utilisait des pilules contraceptives. Cependant, celle-ci, jalouse et possessive, le poursuit après la séparation et lui cause des soucis, autant émotionnels que relationnels. Les jours passent et Youssef tombe amoureux d'une jeune femme, tout juste embauchée dans sa société. Cette dernière rejoint le travail à l'entreprise afin de se venger de Youssef. L'histoire prend une autre tournure lorsqu'on découvre ce que Youssef a fait. Ce dernier a, en fait, causé la mort du père de la nouvelle employée lors d'un malheureux accident. Secret, vangeance, haine et amour, les personnages vivront plusieurs péripéties et aventures avant que les grands masques ne tombent.

## Distribution

### Acteurs principaux
- Mostafa Laaribi : Youssef
- Nawal Zmit
- Razika Ferhan
- Ammar Maarouf

### Acteurs récurrents
- Zerzour Tebbal
- Hamdane Boumad
- Ania Louanchi
- Abdelkrim Briber
- Ahmed El Aggoune
- Imane : Lilia
- Ali Boudkani
- Souad Ec-Chikh Jouatssi
- Hakim Azhar
- Fatma Zahra Meskem
- Nadjib Fouzi Oulebssir
- Nabil Assli
- Warda Boustiou
- Amine Mohamed Ikhlef
- Adila Soualem
- Farida Harhar
- Abdelhalim Zribie
- Arezki Souani
- Nassima Chemss
- Mohamed El Hadj Boualem
- Hadjla Khelladi
- Saida Zitouni
- Djillali Rais
- Youssef Selhat
- Faiza Ghazi
- Redhouane Merabet
- Ferial Habib
- Khaled Gherbi
- Kamal Yahiaoui
- Nafae El Joundi

## Fiche technique
- Titre original et français : قلوب في صراع
- Création : Nazim Kaidi
- Réalisation : Nazim Kaidi
- Décors : Meriem Ould Chiah
- Photographie : Ahmed Eddine Bessa
- Musique : Mohamed Seghir, Abdelkader Chaou et Mohamed Laaraf
- Script : Nabila Ferradji
- Ingénieur du son : Hakim Toumi
  - Production exécutive : Meriem Ould Chiah
- Sociétés de production : Synichro Production
- Société(s) de distribution : ENTV (télévision - Algérie)
- Pays d'origine :  Algérie
- Langue originale : arabe
- Format : couleur - HDTV - son stéréo
- Genre : Dramatique
- Durée : 42 minutes